# Chiesa dell'Immacolata Concezione (Chianciano Terme)
La chiesa dell'Immacolata Concezione, detta anche chiesa di Borgo alle Taverne si trova a Chianciano Terme.

## Storia
Anticamente in questo luogo esisteva un ospedale ricordato nel 1272. Nel 1475 vi fu costruita una chiesa con il nome di Santa Maria della Stella, poi distrutta insieme alla torre che la sormontava dall'esercito fiorentino-imperiale durante la Guerra di Siena nel 1555. L'edificio attuale fu eretto sulle rovine del precedente nel 1576 e prese il nome di chiesa della Morte o chiesa della Misericordia.
La denominazione attuale risale al 1958, quando la chiesa fu restaurata.

## Descrizione
L'edificio presenta una facciata a capanna in laterizio posta su uno zoccolo con sei gradini. Una finestra rettangolare sormonta il portale con arco a tutto sesto. A sinistra è presente un campanile a vela, anch'esso in laterizio.
L'interno a navata unica presenta un'ampia serliana in corrispondenza dell'altare maggiore e due altari laterali.
L'altare maggiore, realizzato durante il rifacimento cinquecentesco della chiesa, è caratterizzato da due colonne in marmo nero che sostengono una trabeazione e un timpano curvilineo spezzato che ospita al centro una lastra rettangolare con un cherubino scolpito, mentre i due altari laterali sono successivi. 

### Opere non più in loco
All'interno della chiesa erano un tempo conservate diverse opere pittoriche. 
Sull'altare maggiore era posta una tela a olio raffigurante l'Annunciazione, opera di Niccolò Betti e datata (1581) sulla base del leggio, dove compare anche lo stemma della Confraternita della Buona Morte che gestiva la chiesa..
Alla chiesa appartenevano anche una Sacra Famiglia su tela attribuita a Galgano Perpignani (XVIII secolo) in cui Maria e Giuseppe porgono a Gesù bambino delle ciliegie, scena probabilmente da identificarsi come un Riposo durante la fuga in Egitto, e un affresco staccato raffigurante la Madonna col Bambino attribuito a un artista umbro di inizio Cinquecento vicino allo stile di Perugino.
Queste opere furono in seguito spostate nel Museo della Collegiata, dove sono esposte tuttora.
È noto inoltre da fonti archivistiche che nella chiesa fosse stato trasportato nel 1789 un affresco detto della Madonna della Pace proveniente dalla chiesa della Madonna della Pace. I documenti menzionano la presenza nell'opera di alcuni santi patroni e la attribuiscono a Pietro Perugino o Pietro da Cortona, mentre altri studiosi la riferiscono a Luca Signorelli .

## Galleria d'immagini

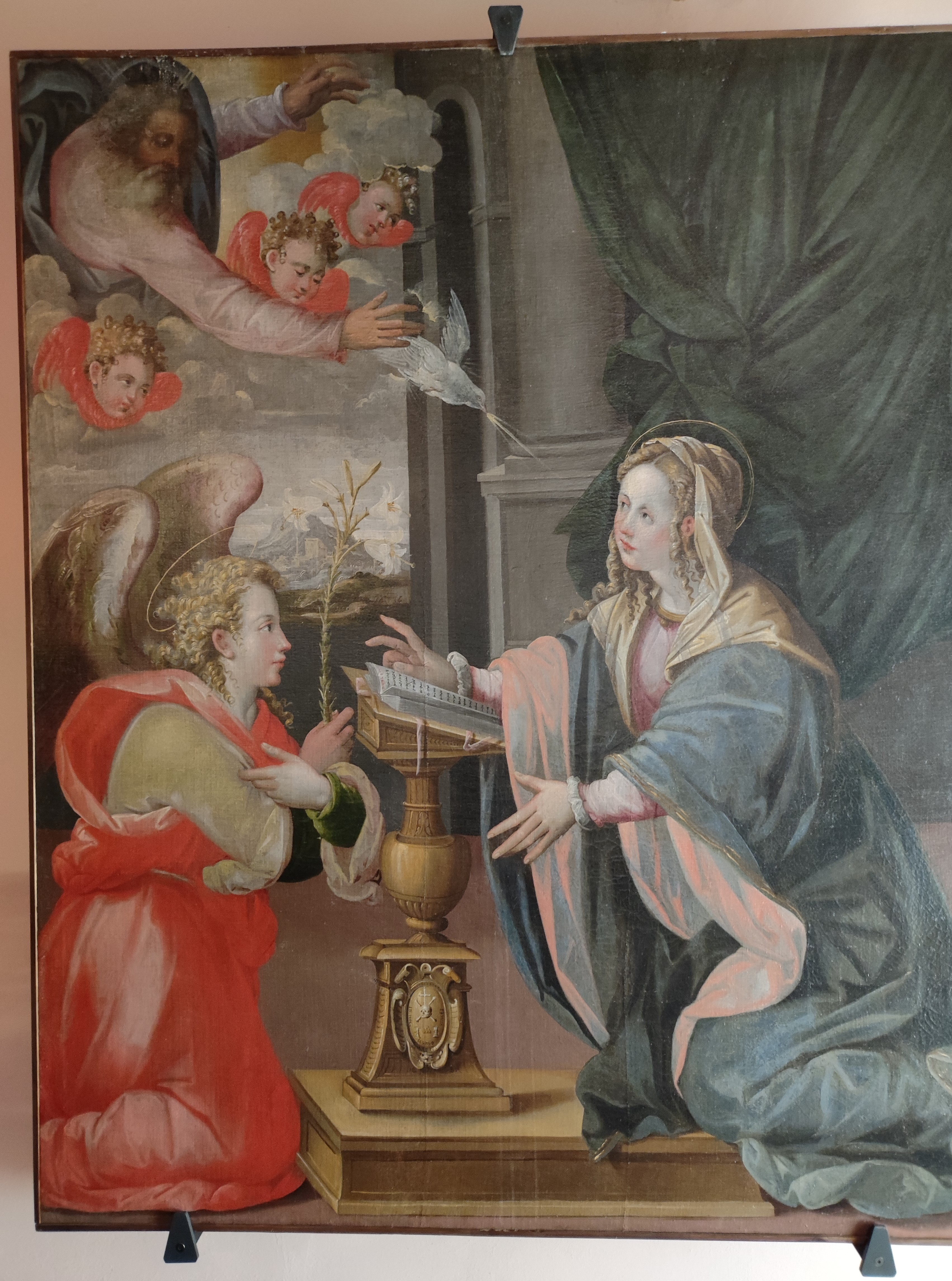
Niccolò Betti, Annunciazione, olio su tela, 1581, Chianciano Terme, Museo della Collegiata, proveniente dall'altare maggiore della chiesa dell'Immacolata.
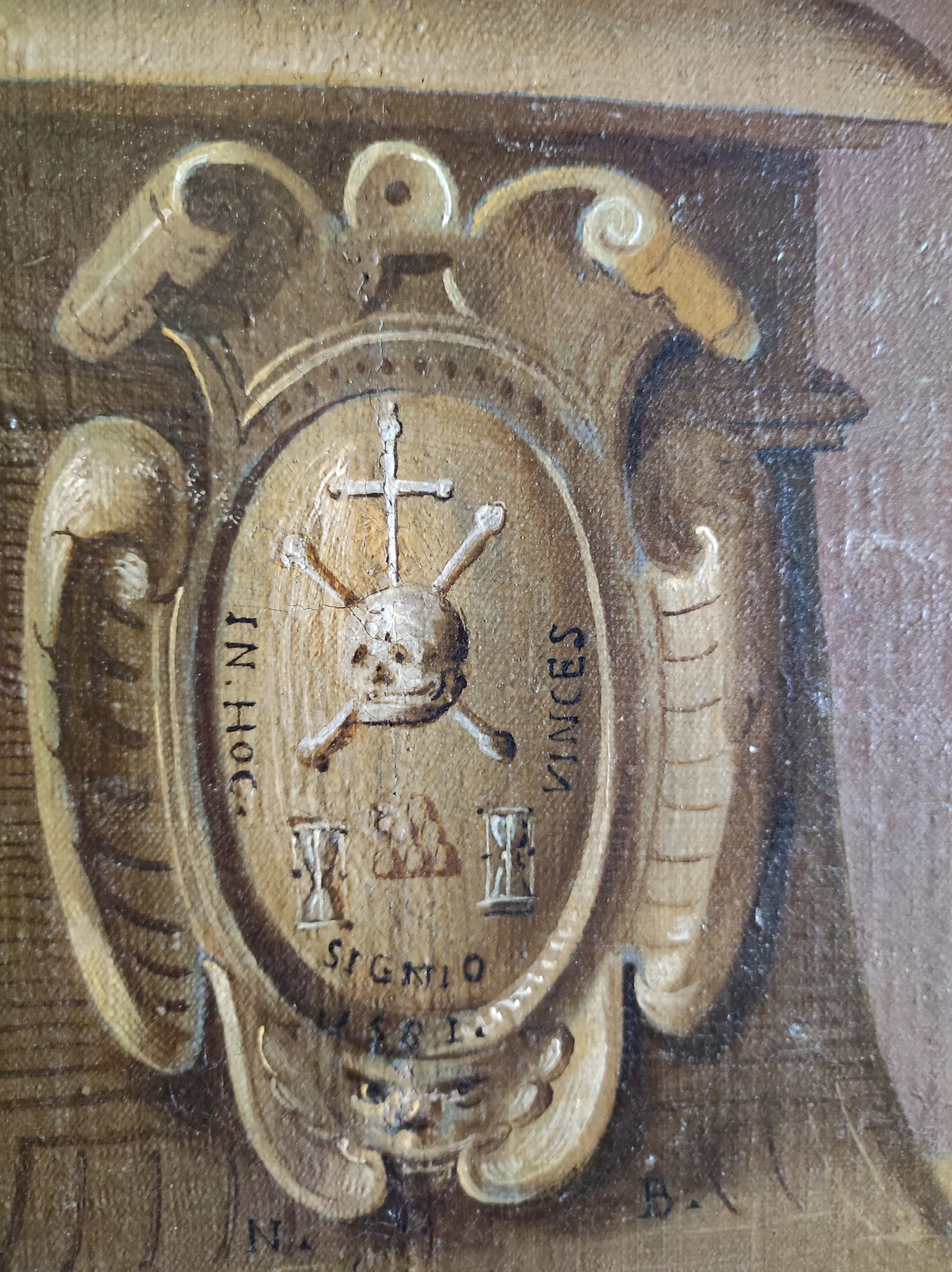
Stemma della Confraternita della Buona Morte di Chianciano Terme, dettaglio del leggio dell'Annunciazione di Niccolò Betti.
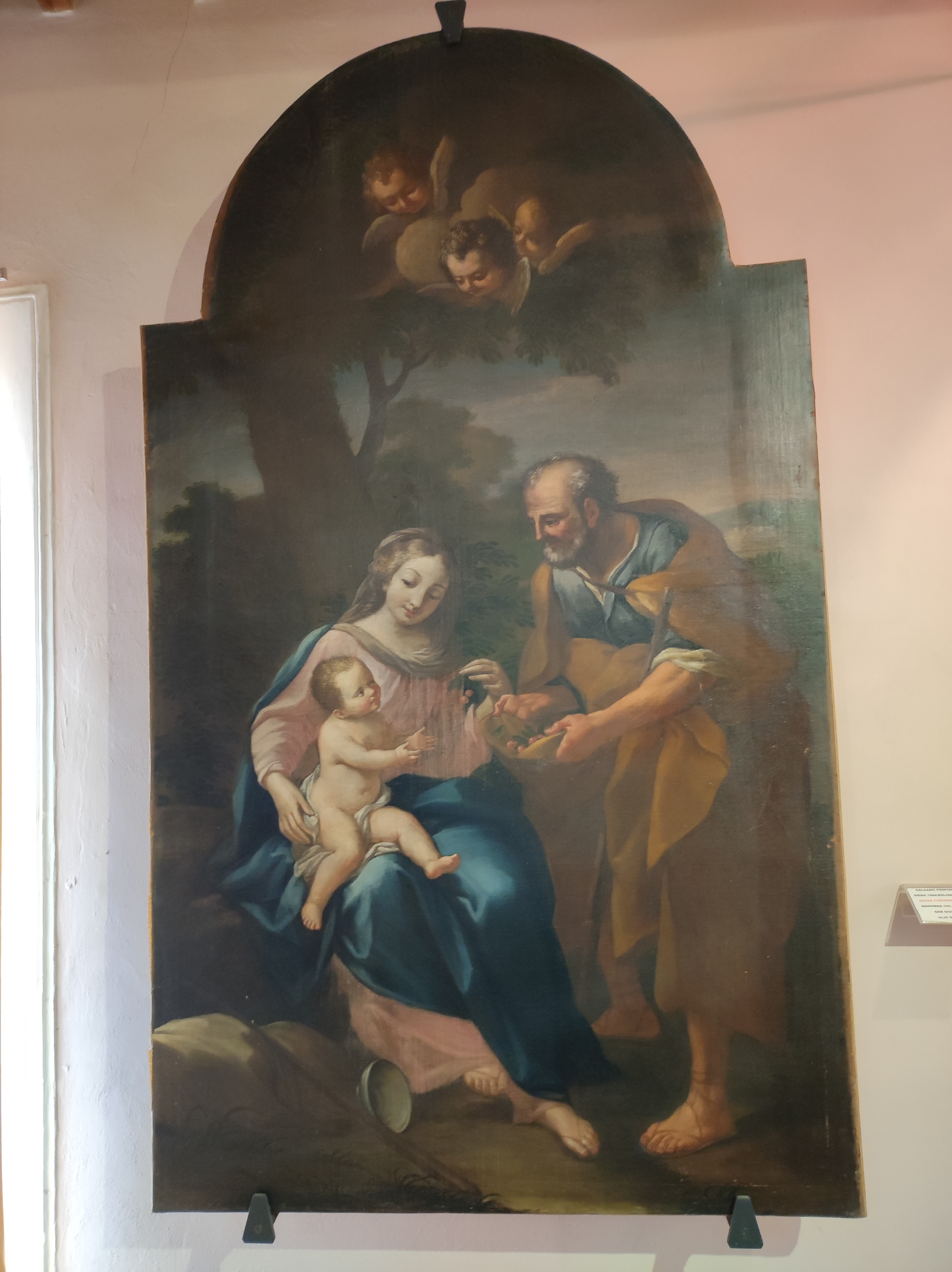
Galgano Perpignani (attribuito), Sacra famiglia (Riposo durante la Fuga in Egitto?), Chianciano Terme, Museo della Collegiata, proveniente dalla chiesa dell'Immacolata Concezione, XVIII secolo.
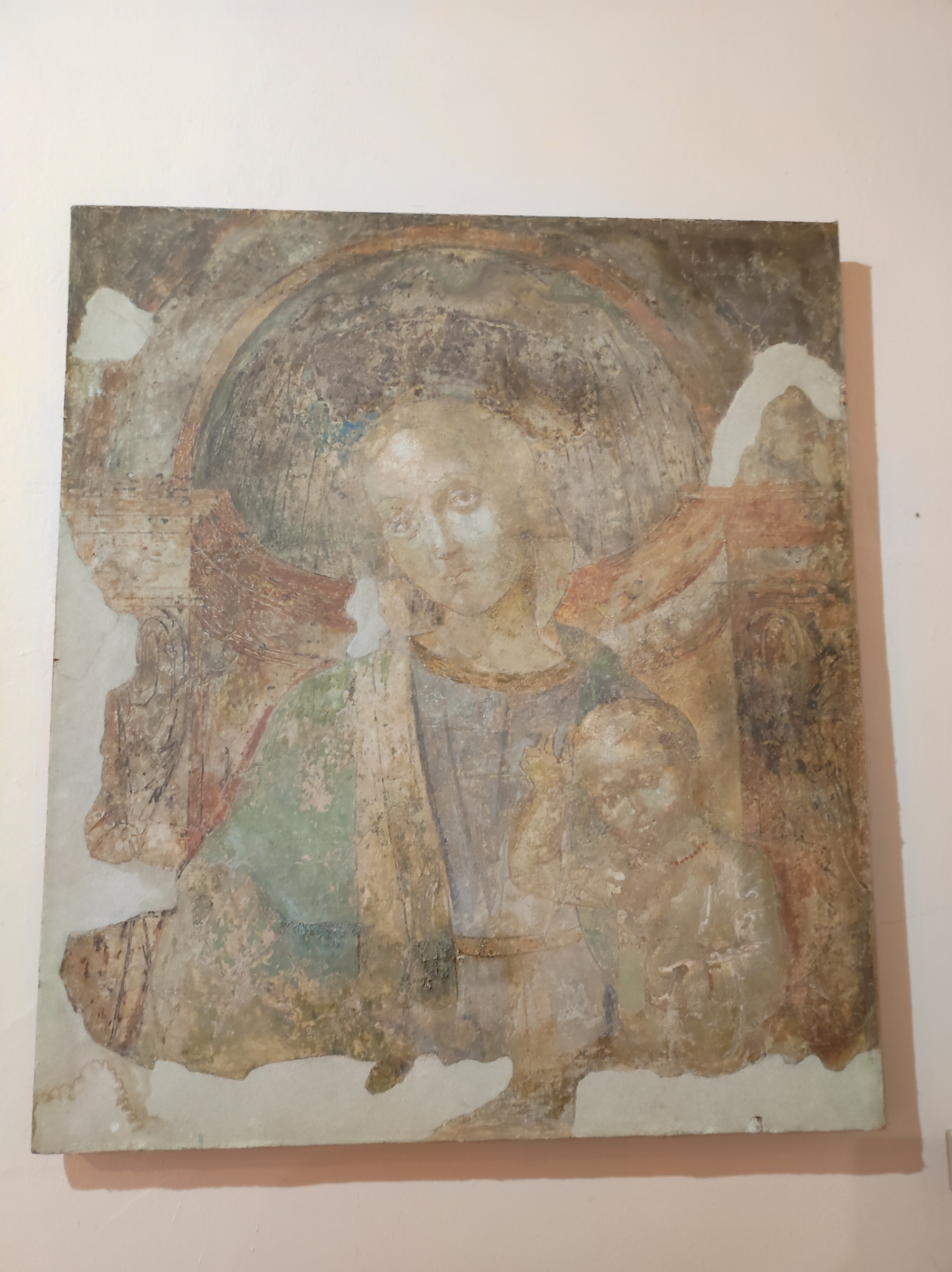
Artista umbro di inizio XVI secolo, Madonna col Bambino, affresco proveniente dalla chiesa dell'Immacolata, Chianciano Terme, Museo della Collegiata.
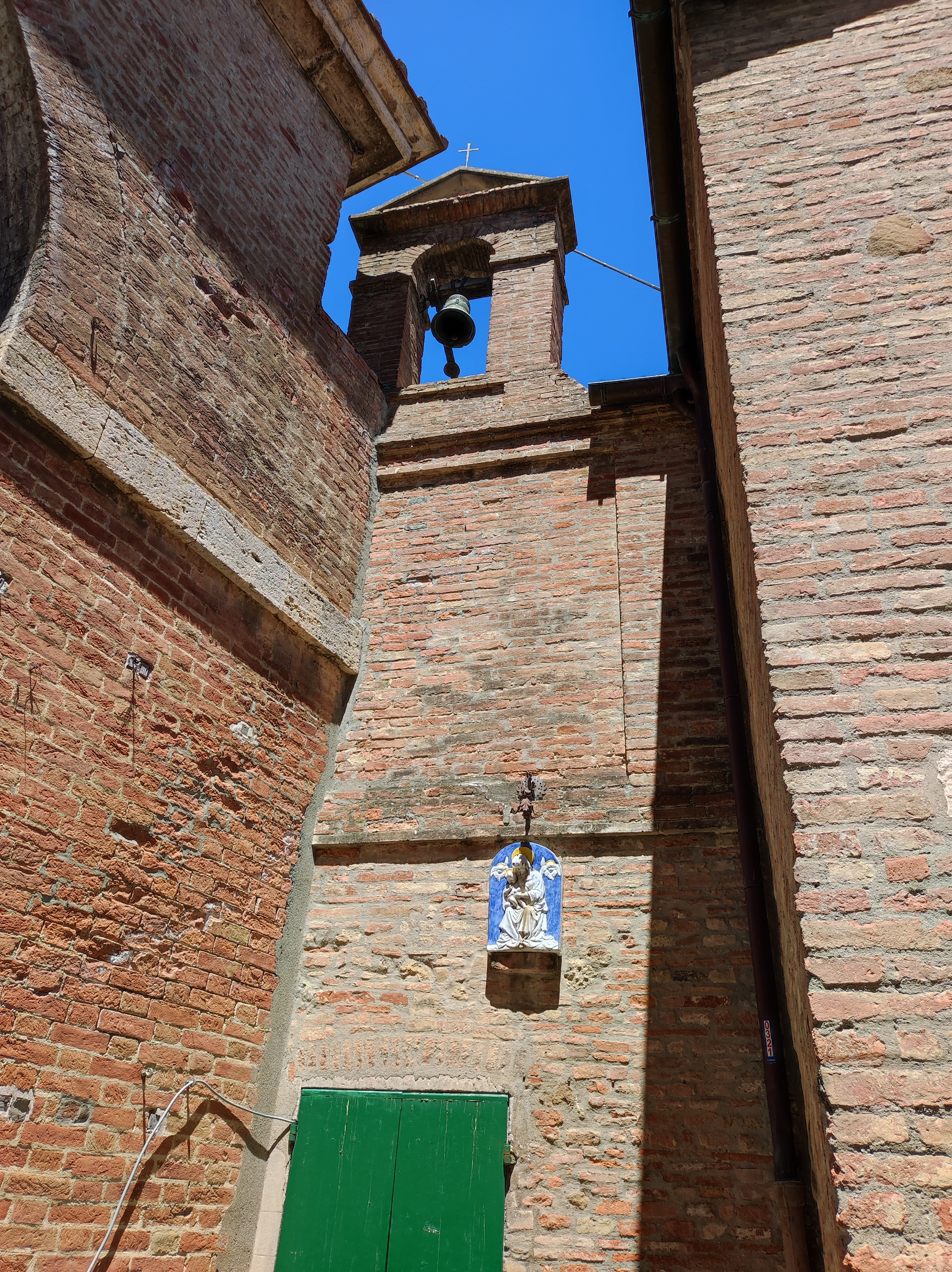
Campanile a vela sul lato sinistro della chiesa
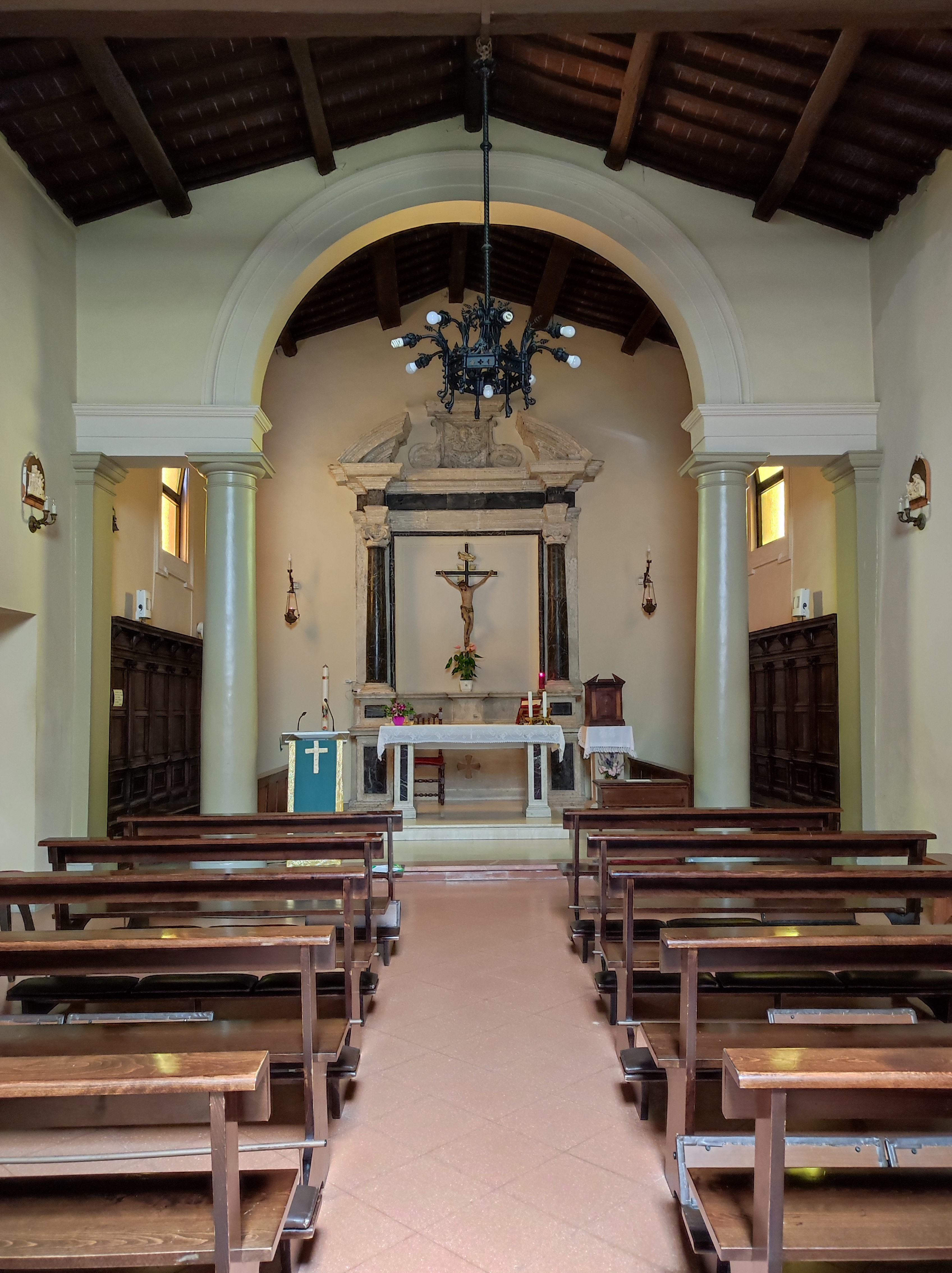
Interno della chiesa